# Carpendale (Virginia Occidental)
Carpendale es un pueblo ubicado en el condado de Mineral en el estado estadounidense de Virginia Occidental. En el Censo de 2010 tenía una población de 977 habitantes y una densidad poblacional de 287,52 personas por km².

## Geografía
Carpendale se encuentra ubicado en las coordenadas 39°37′40″N 78°47′23″O / 39.62778, -78.78972. Según la Oficina del Censo de los Estados Unidos, Carpendale tiene una superficie total de 3.4 km², de la cual 3.4 km² corresponden a tierra firme y (0%) 0 km² es agua.

## Demografía
Según el censo de 2010, había 977 personas residiendo en Carpendale. La densidad de población era de 287,52 hab./km². De los 977 habitantes, Carpendale estaba compuesto por el 98.87% blancos, el 0.51% eran afroamericanos, el 0.1% eran amerindios, el 0.31% eran asiáticos, el 0% eran isleños del Pacífico, el 0% eran de otras razas y el 0.2% pertenecían a dos o más razas. Del total de la población el 0% eran hispanos o latinos de cualquier raza.